# استان کوانگ نام
استان کوانگ نام (به لاتین: Quảng Nam Province) یک استان در ویتنام است که در ویتنام واقع شده‌است.

## خصوصیات
استان کوانگ نام ۱۰٬۴۰۸ کیلومترمربع مساحت و ۱٬۴۶۳٬۳۰۰ نفر جمعیت دارد.